# Engadget
Engadget là một mạng blog công nghệ về các thiết bị điện tử tiêu dùng. Engadget hiện đang vận hành mười bốn blog viết bằng tiếng Anh và sáu blog là phiên bản quốc tế với những đội ngũ biên tập độc lập. Engadget từng được xếp thứ năm trong "Top 100 Technorati" và được tạp chí Time công nhận là một trong những blog xuất sắc nhất năm 2010. Engadget do AOL vận hành từ tháng 10 năm 2005.

## Lịch sử
Engadget được sáng lập bởi Peter Rojas, một cựu biên tập viên của Gizmodo. Engadget là blog lớn nhất của Weblogs, Inc., một công ty sở hữu hơn 75 weblog, trong đó có Autoblog và Joystiq. Weblogs Inc. được AOL  mua lại vào năm 2005. Vào tháng 7 năm 2008, Ryan Block cho biết ông sẽ thôi giữ chức tổng biên tập của mình để trao lại cho Joshua Topolsky. Tháng 5 năm 2012, Joshua Topolsky cũng từ chức và giao vai trò này cho Tim Stevens.
Vào ngày 13 tháng 2 năm 2013, AOL mua lại gdgt, một trang web đánh giá sản phẩm được tạo bởi Rojas và Block. Vào tháng 11 năm 2013, gdgt được hợp nhất vào Engadget, nhằm biến Engadget thành một nguồn tài nguyên điện tử tiêu dùng khổng lồ để cạnh tranh với CNET và Consumer Report.
Kể từ tháng 4 năm 2014, Michael Gorman giữ chức tổng biên tập. Chức vụ này lần nữa được giao lại cho Christopher Trout vào tháng 4 năm 2017. Vào tháng 9 năm 2018, Dana Wollman được thăng chức tổng biên tập cho Engadget.
Engadget vận hành một số blog viết bằng bảy ngôn ngữ khác nhau gồm tiếng Anh, tiếng Trung (Phồn và Giản thể), Tiếng Nhật, tiếng Tây Ban Nha, Ba Lan (trang web không dùng ngôn ngữ này kể từ tháng 4 năm 2010), tiếng Hàn và tiếng Đức. Phiên bản tiếng Anh của Engadget vận hành bốn blog, gồm Engadget Classic (blog gốc), Engadget Mobile, Engadget HD và Engadget Alt. Vào cuối năm 2013, các phiên bản này được hợp nhất vào Engadget Classic. Vào tháng 3 năm 2014, Engadget ra mắt phiên bản Anh Quốc để nhắm vào thị trường công nghệ châu Âu.
Vào tháng 7 năm 2010, Darren Murph đã đạt kỷ lục Guinness sau khi viết hơn tổng cộng 17.212 bài blog cho Engadget.
Engadget sử dụng công cụ CMS do AOL phát triển độc quyền để xuất bản các nội dung của trang web.

## Podcast
Podcast của Engadget ra mắt vào tháng 10 năm 2004, ban đầu được tổ chức bởi Phillip Torrone và Len Pryor. Torrone là người dẫn chương trình cho 22 tập đầu tiên của podcast mà Eric Rice tiếp quản. Eric Rice được biết đến với podcast của riêng anh là The Eric Rice Show, đồng thời đã sản xuất podcast cho Weblogs, Inc.. Eric tổ chức và sản xuất 4 tập podcast cho Engadget cho đến khi podcast được Peter Rojas và Ryan Block tiếp quản. Podcast do tổng biên tập Joshua Topolsky tổ chức cùng hai biên tập viên Paul Miller và Nilay Patel với những vị khách đặc biệt.
Chủ đề thảo luận cho podcast là về công nghệ và các sự kiện đã xảy ra trong tuần của lĩnh vực này. Chương trình thường kéo dài một giờ hoặc hơn, lên sóng hàng tuần, tuy nhiên tần suất có thể thay đổi, đặc biệt là trong các sự kiện đặc biệt. Khi các sự kiện như Triển lãm Điện tử tiêu dùng (CES) và Triển lãm Giải trí Điện tử (E3) diễn ra, podcast được lên sóng hàng ngày.
Podcast của Engadget có sẵn dưới dạng thuê bao thông qua iTunes và dưới dạng nguồn cấp dữ liệu RSS. Ngoài ra, có thể tải xuống podcast từ trang web ở định dạng MP3, Ogg, AAC hoặc m4b. Phiên bản m4b có hình ảnh liên quan đến chủ đề thảo luận và có thể được hiển thị trong iTunes hoặc trên trình phát tương thích.
Engadget bắt đầu thực hiện các podcast trực tiếp, thường phát vào buổi chiều thứ Năm hoặc thứ Sáu do Ben Gilbert và Terrence O'Brien tổ chức. Các podcast được ghi thường có sẵn vào ngày hôm sau. Engadget cũng tổ chức các podcast hàng tuần trên thiết bị di động, thường được Ben Drawbaugh và Richard Lawler tổ chức.

## Ứng dụng
Vào ngày 30 tháng 12 năm 2009, Engadget phát hành ứng dụng di động đầu tiên của nó cho iPhone và iPod Touch. Engadget sau đó phát ứng dụng Engadget cho điện thoại Palm Pre và Palm Pixi vào đầu tháng 1 năm 2010. Một tuần sau, ngày 8 tháng 1, họ phát hành ứng dụng trên nền tảng BlackBerry. Ứng dụng này cho thiết bị Android được phát vào 25 tháng 3 năm 2010 và cho Windows Phone vào tháng 7 năm 2011. Ngày 15 tháng 12 năm 2010, Engadget ra mắt ứng dụng cho iPad, trong khi họ vẫn cập nhật bản Anroid để hỗ trợ trên Honeycomb (cùng với máy tính bảng Android) vào tháng 7 năm 2011.

## Giải thưởng
Engadget được đề cử cho nhiều giải thưởng, bao gồm giải Bloggie năm 2004 cho "Blog công nghệ hay nhất" (Best Technology Blog) và giải Bloggies 2005 cho "Nhóm Weblog hay nhất" (Best Group Weblog); Engadget giành được hạng mục "Blog công nghệ hay nhất" trong giải Weblog năm 2004 và 2005.
The Engadget Show, chương trình của Engadget, đã giành giải People's Voice Webby năm 2011 về Điện tử tiêu dùng (Consumer Electronics), đồng thời giành giải Webby về Điện tử tiêu dùng (do Viện Hàn lâm Khoa học và Nghệ thuật Kỹ thuật số Quốc tế bầu chọn).